# (8507) 1991 CB1
1991 سي بي 1 (ويعرف أيضًا باسم (8507) 1991 سي بي 1 وفق تسمية الكوكب الصغير) (بالإنجليزية: 1991 CB1)‏ هو كويكب ضمن حزام الكويكبات؛ وترتيبه 8507 من حيث الاكتشاف.
اكتُشف هذا الجُرم الفلكي بواسطة سبيس واتش في 15 فبراير 1991.

## وصلات خارجية
- (8507) 1991 CB1 في قاعدة بيانات مختبر الدفع النفاث لأجرام النظام الشمسي الصغيرة

- الاكتشاف · مخطط المدار ·  العناصر المدارية · المعلمات المادية

- (8507) 1991 CB1 على موقع ويكي سكاي: DSS2, SDSS, GALEX, IRAS, Hydrogen α, X-Ray, Astrophoto, Sky Map, Articles and images